# Carline Ray
Carline Ray (New York, 21 aprile 1925 – New York, 18 luglio 2013) è stata una musicista e cantante statunitense; è stata membro degli International Sweethearts of Rhythm.

## Biografia
Carline Ray è nata a New York il 21 aprile 1925. Suo padre era Elisha Ray, un suonatore di corno.
Studiò pianoforte e composizione alla Juilliard e conseguì un Master presso la Manhattan School of Music nel 1956. Dopo la laurea alla Juilliard la Ray si è unita agli International Sweethearts of Rhythm nel 1946 come chitarrista ritmica e cantante. Dopo lo scioglimento degli Sweethearts suonò la chitarra e cantò per Erskine Hawkins e in seguito si è esibita in un trio con la collega ex Sweetheart Pauline Braddy. Ha cantato di nuovo per Patti Page e Bobby Darrin e si è esibita in cori diretti da Leonard Bernstein. Ha registrato con Mary Lou Williams e ha lavorato anche con Skitch Henderson, Marian McPartland e Sy Oliver. Nel 1997 Carline Ray ha formato il gruppo Jazzberry Jam con la pianista Bertha Hope e la percussionista Paula Hampton.
La Ray ha sposato Luis Russell nel 1956. La loro figlia Catherine Russell è una cantante jazz.
Nel 2011 appare nel film documentario The Girls in the Band.
È morta il 18 luglio 2013 nel distretto newyorkese di Manhattan. Ha pubblicato Vocal Sides, il suo primo album come cantante, l'anno della sua morte. L'album è stato prodotto da sua figlia Catherine.

## Premi
- Co-destinataria del primo International Women In Jazz Lifetime Achievement Award, "A Living Legend" (1996)[5]
- Premio Mary Lou Williams Women in Jazz Festival del Kennedy Center (2005)[4]
- Premio International Women In Jazz (2008)[5]